# Microtragus gazellae
Microtragus gazellae là một loài bọ cánh cứng trong họ Cerambycidae.